# Erőmű

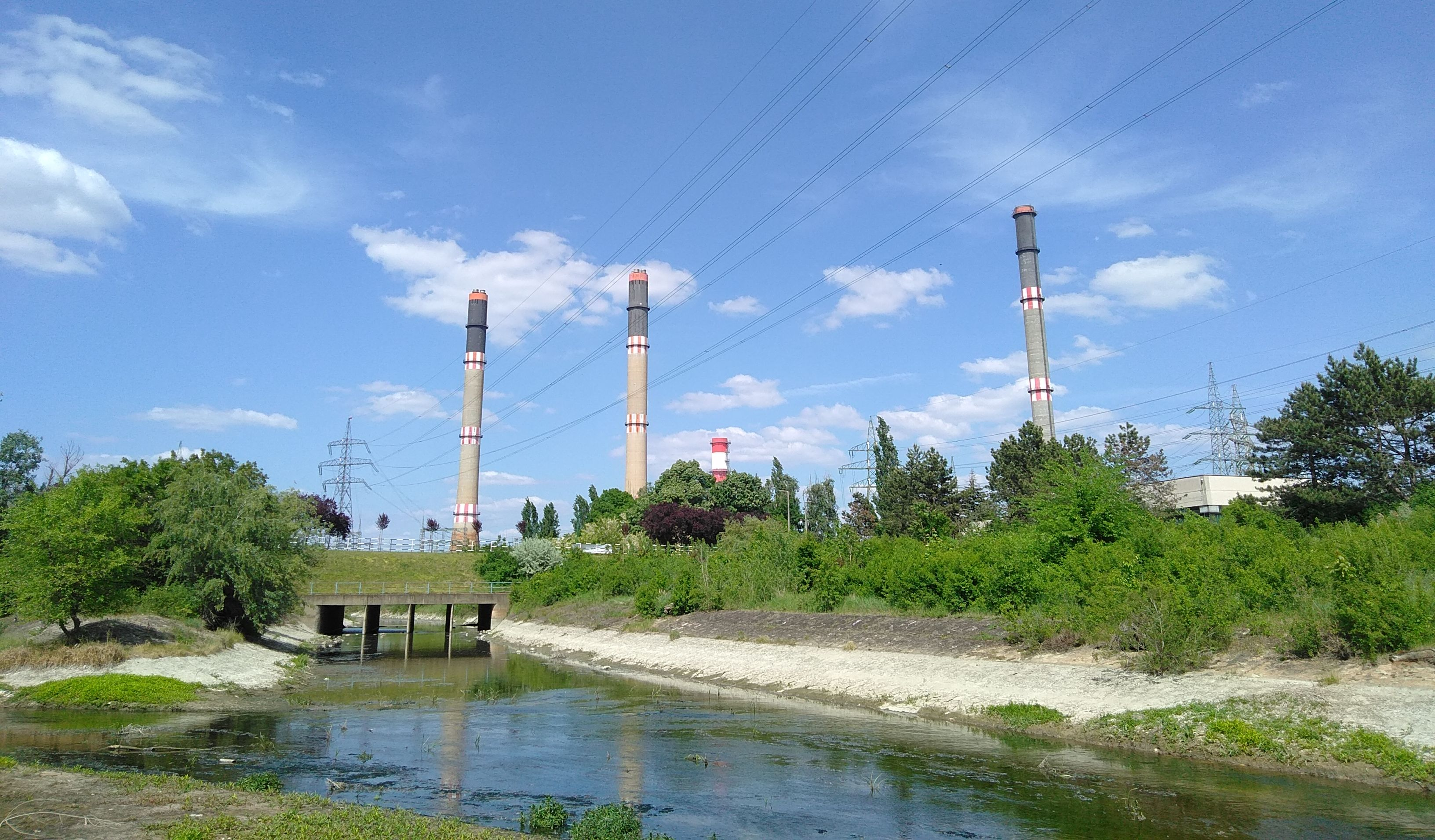
A Dunamenti Erőmű kéményei Százhalombattán

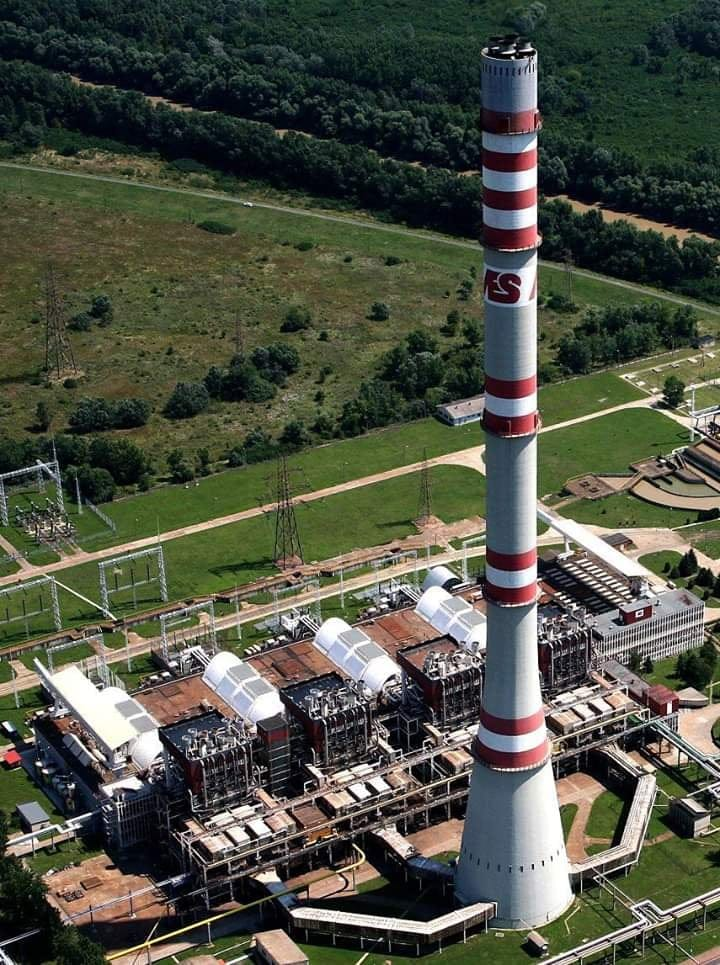
A 860 MW teljesítményű Tiszaújvárosi AES Tisza II. hőerőmű

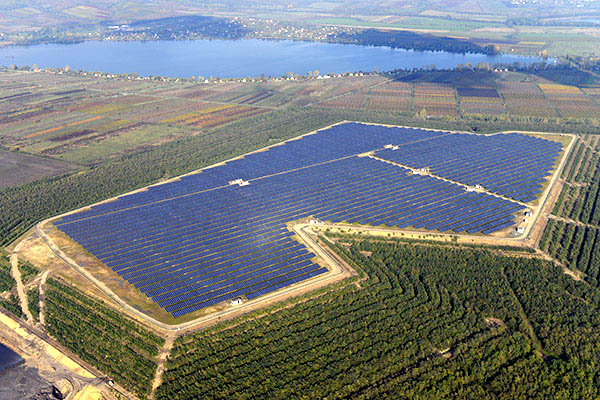
Naperőmű Visontán a Mátrai Erőmű és a Markazi-víztározó között

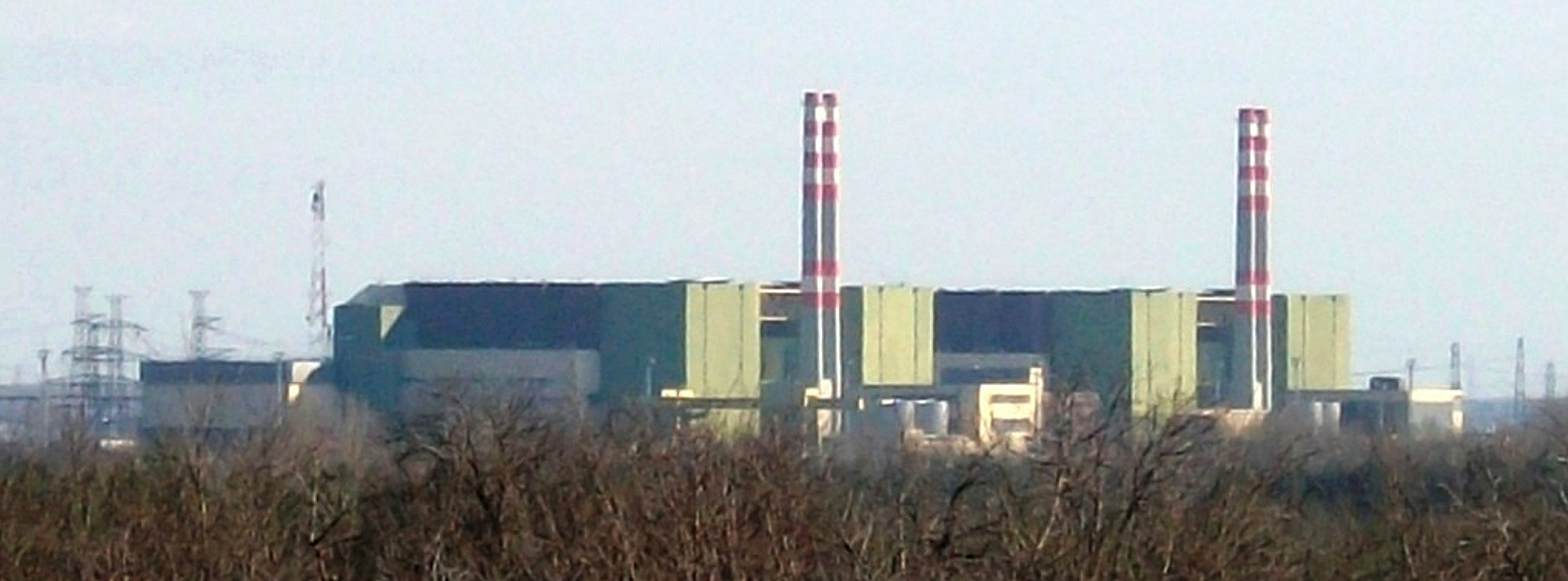
A Paksi atomerőmű

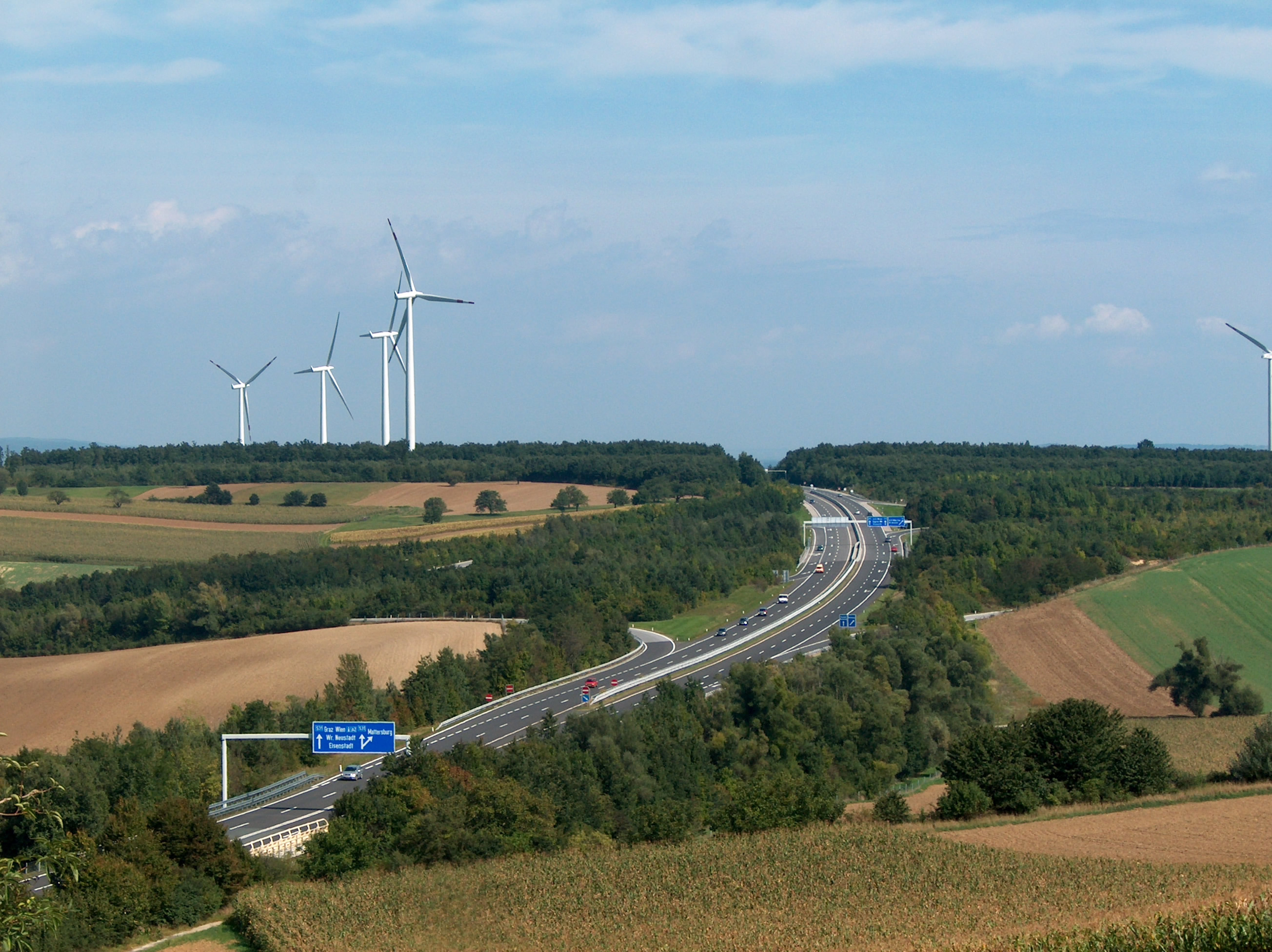
Szélerőmű Ausztriában, Kismarton közelében

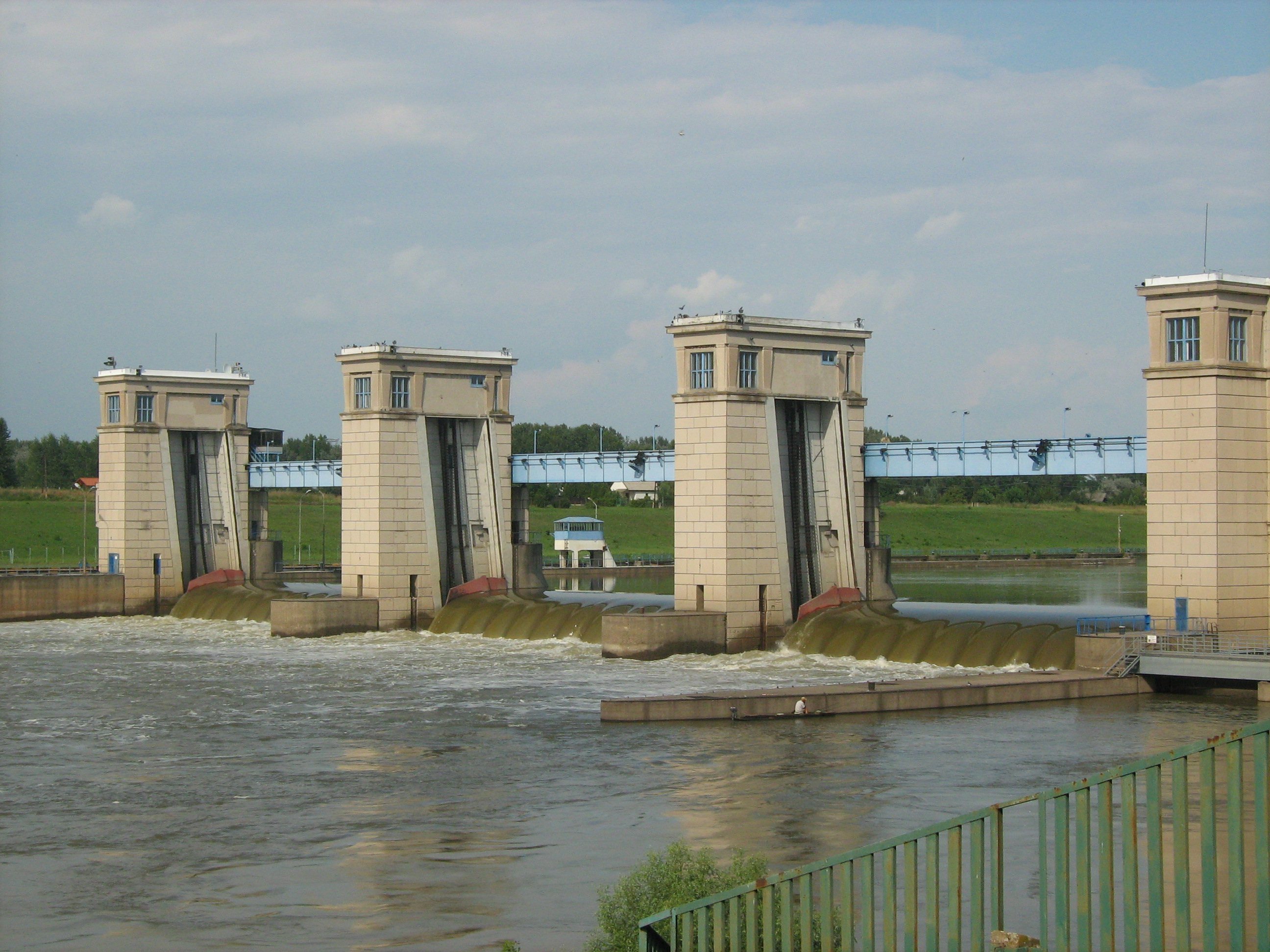
Tiszalöki vízerőmű

Az erőmű villamos energia fejlesztésére szolgáló létesítmény, amely elsődleges energiaforrást használ fel. Csaknem minden erőmű legfontosabb része a generátor, vagyis egy olyan forgógép, amely elektromos energiává alakítja át a mechanikai energiát az elektromos indukció elvén.
A generátorba bevezetett mechanikai energia forrása széles határok között változhat, attól függően, hogy milyen tüzelőanyag, vagy megújuló energiaforrás érhető el, és milyen technológiát használ az erőmű. 
Hőerőművekben valamilyen tüzelőanyag elégetése során nyernek hőenergiát, a gőzkazánban  nagynyomású gőzt fejlesztenek, amely gőzturbinát hajt. A gőzturbina mechanikai energiája forgatja az elektromos energia forrását, a generátort.
A termodinamika második törvénye szerint nem lehet minden hőenergiát mechanikus energiává, majd villamos energiává alakítani, ezért a hőerőművek mellékesen kis hőmérsékletű hőenergiát is termelnek. Ha semmi hasznosra nem tudják fordítani az ilyen módon keletkezett hőt, akkor ez elvész, a környezetben hőszennyezést okozva. Ha a fennmaradó hőt ipari célokra vagy lakótelepek fűtésére hasznosítják, akkor hőszolgáltató erőművekről beszélünk.
A hőerőműveket az elsődleges energiahordozók fajtája szerint osztályozzák. Az atomerőművekben atomreaktor termeli a gőzt, mellyel gőzturbinát hajtanak. A fosszilis üzemanyaggal (szén, kőolajszármazékok és földgáz) működő erőművek egy részében a gőzkazán szintén gőzturbinát forgat. Korszerű, földgázüzemű erőműveknél a gázt egy gázturbina égéskamrájában égetik el, a gázturbinából kiáramló forró gázokkal gőzt termelnek, ami gőzturbinát hajt. Az ilyen elrendezést kombinált ciklusú erőműnek nevezik. Ez a rendszer megnöveli az erőmű hatásfokát, így az energiatermelés gazdaságosságát. 
A gőzturbinák egyik hátránya, hogy az alkalmazott nagy gőznyomások miatt tekintélyes falvastagságú alkatrészeket kell használni, ennélfogva egy gőzturbinát csak fokozatosan lehet elindítani és leállítani, mert egyébként a hőmérsékletkülönbségek miatt az alkatrészek deformálódnának, sőt el is repedhetnének. Gőzturbinákat alaperőművekbe építenek, ezek jó hatásfokú, gazdaságosan működtethető létesítmények, amelyeket lehetőleg legnagyobb teljesítményük közelében járatnak. A gázturbinák alkatrészei vékony falúak, ezért igen gyorsan lehet indítani és teljesítményüket változtatni. Az elektromos hálózat terhelésének egyenetlenségeit ezért gyakran gázturbinás, ún. csúcserőművekkel küszöbölik ki.
Kisebb erőművek turbinák helyett belsőégésű motorral is épülnek. Ezek tüzelőanyagnak földgázt, dízelgázolajat vagy nehézolajat (pakura) használnak. Ilyen erőműveket elszigetelt településeken, vagy olyan helyeken építenek, ahol a folyamatos villamosenergia-ellátás létfontosságú a hálózat üzemzavara esetén is (például kórházak). A motor hűtővizével fűteni is lehet.
A gőzturbinákból kiáramló kisnyomású gőzt le kell csapatni. Erre közeli folyók (akár mesterséges) tavak, vagy tenger vizét használják hűtőközegként, és ilyenkor a vízgőz kondenzálására szolgáló hőcserélőből, az ún. kondenzátorból kiömlő, kissé felmelegedett hűtővizet visszavezetik az eredeti víztömegbe. Ha nincs elegendő mennyiségű hűtővíz, akkor hűtőtorony építése szükséges. Ebben a hűtővíz részleges elpárologtatásával hűtik vissza a felmelegedett hűtővizet és a folyóból vagy tóból csak a párolgási veszteséget pótolják. Ritka esetben, ha egyáltalán nem áll rendelkezésre pótvíz, akkor a hűtővizet zárt rendszerben keringetik és levegővel hűtik: ilyen a magyar fejlesztésű Heller-Forgó-rendszer. 
A vízerőművek vízenergia hasznosítására épülnek. A vízenergia hasznosítása céljából a folyókra, patakokra gátat építenek, amelynek segítségével felduzzasztják a vizet, a gát alá telepített vízturbinák ugyancsak generátorokat hajtanak, mint a hőerőművekben. Más típusú turbinákat használnak a kis esésű, de nagy vízhozamú folyók és a nagy esésű, de általában kis vízhozamú patakok energiájának hasznosítására. A vízerőművek szintén gyorsan indíthatók, terhelhetők, leállíthatók. Korábban a vízerőművek környezetbarátságát hangsúlyozták, amit a nyersanyagkészletek megőrzésével és a szén-dioxid-kibocsátás hiányával indokoltak, azonban újabb kutatások ezt megkérdőjelezik. 
Újabban egyre nagyobb tért hódítanak a szélerőművek, különösen tengerparti vidékeken, ahol a szélsebesség az év nagy részében elegendő szélturbina gazdaságos működtetésére. 
A fentiek mellett erőművekben a jövőben potenciálisan hasznosítható energiaforrások a következők: 
- árapály
- hullám-energia
- szélenergia
- napsugárzás
- geotermikus energia
- a tenger felszíni és mélyebb rétegeinek hőmérséklet-különbsége
- a levegő földfelszíni és magaslégköri hőmérséklete közötti különbség stb.

A legtöbb erőmű 50 vagy 60 Hz frekvenciájú, háromfázisú váltakozóáramot termel. Európában és Ázsiában 50 Hz szabványos. Japánban kivételesen kettős hálózat épült ki. Az Amerikai Egyesült Államokban, Kanadában, a karibi országokban és részben Dél-Amerikában, valamint a csendes-óceáni szigetek egy részén 60 Hz-et használnak. Néhány erőműben Németországban, Ausztriában és Svájcban második generátort is használnak 16,7 Hz-es frekvenciával, ami a vasúti vontatáshoz szükséges hálózatot táplálja. Néhány esetben nagyfeszültségű egyenáramú távvezetéket is építenek különböző frekvenciájú hálózatok összekötéséhez, illetve gazdasági megfontolásokból.

## Lásd még
- Magyarországi erőművek listája
- Magyarországi szélerőművek listája